# 上海街

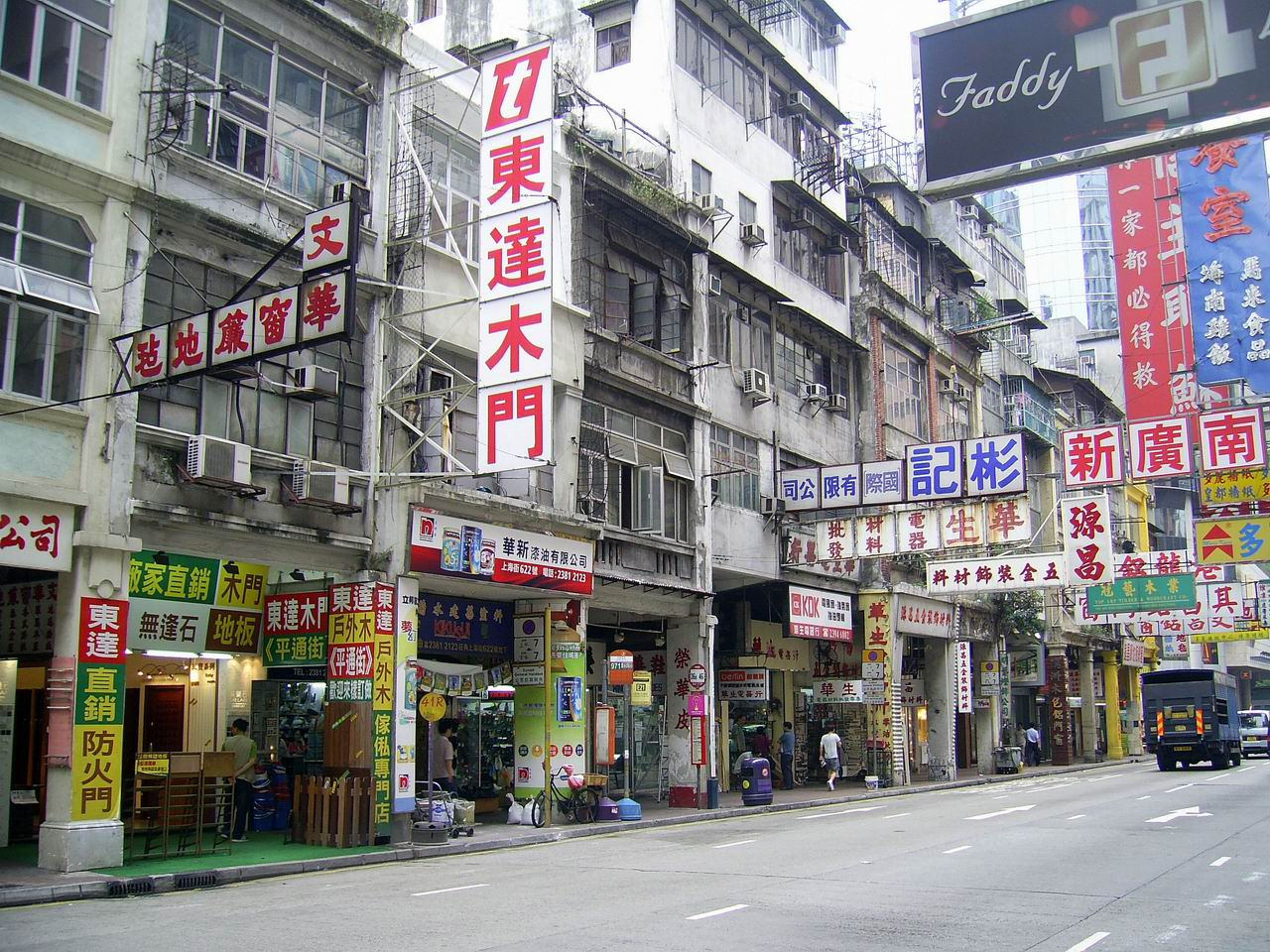
市建局活化前的戰前樓宇

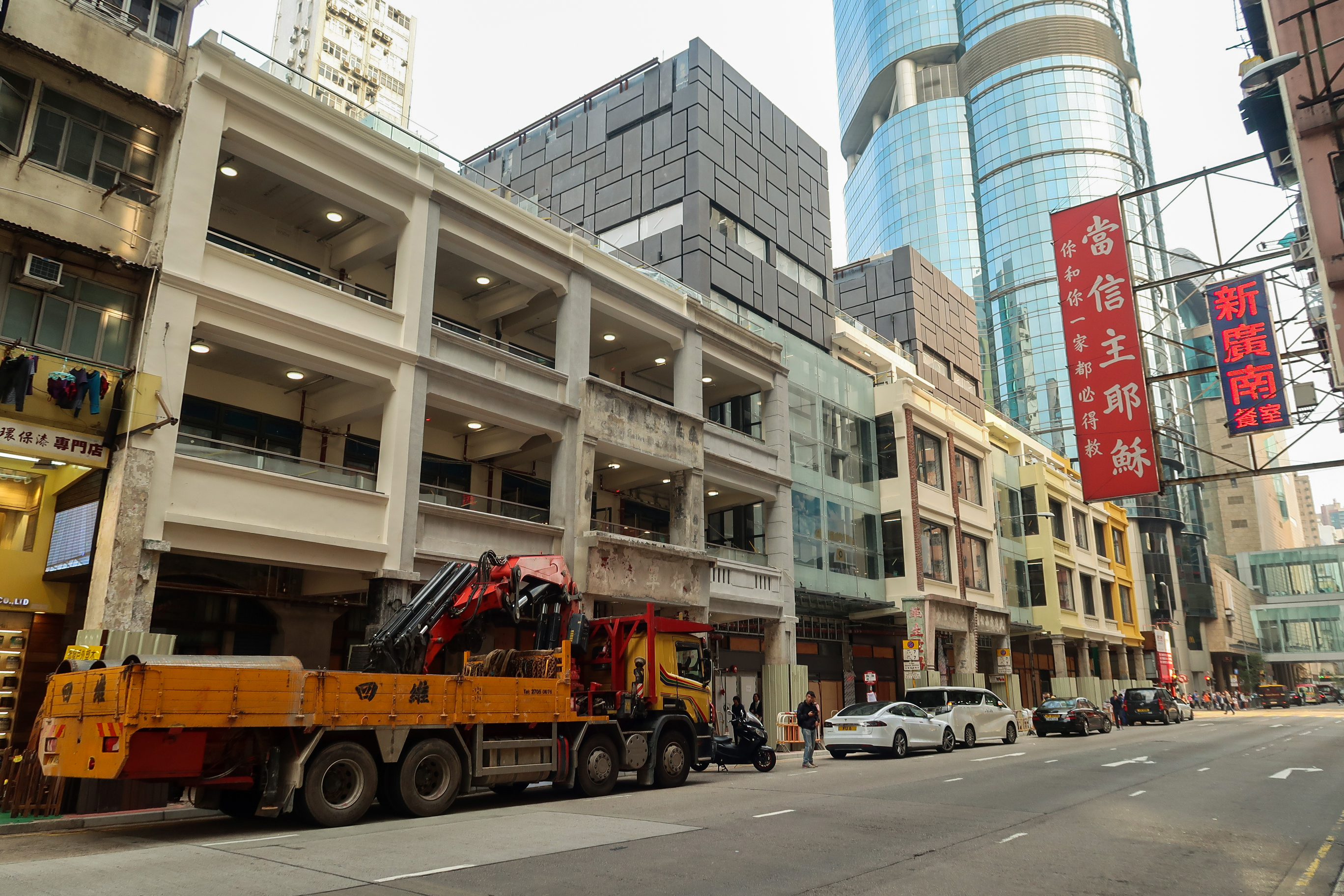
市建局上海街/亞皆老街活化項目：618上海街

上海街（英語：Shanghai Street）是香港油尖旺區的一條街道，貫穿佐敦、油麻地及旺角。街道從北至南走向，南起柯士甸道，北至荔枝角道，即是與彌敦道、廟街、砵蘭街及新填地街、廣東道大致平行。

## 歷史
上海街的走線為昔日油麻地的原始海岸線。上海街於1887年建成時，因為位於眾坊街和當時的差館街交界有第一代的油麻地警署，因此定名為差館街（Station Street）。
1898年11月12日以差館為中心分成南北兩段。直至1909年3月19日，因香港島有差館上街，為免引起混亂，把全段易名為上海街。
1970年代以前，彌敦道還沒發展，上海街是當時主要的營商地點，但現只剩下一些售賣與中國傳統有關的商店，如裙褂店及風水店。
上海街原本為3線南行，1970年代由於興建地鐵關係，上海街由荔枝角道至眾坊街一段的右邊行車線改為北行。期間北行線只供4條過海隧道巴士線使用（分別為102、104、105以及112），直到1994年該路段才恢復為南行。

## 沿線建築
- 恆邦商業中心（上海街28號）
- 華海廣場（上海街80號）
- 海德中心（上海街228號）
- 油麻地停車場大廈（上海街250號：2021年元旦關閉並即將拆卸，為興建中九龍幹線預留位置）
- 海景絲麗酒店（上海街268號）
- 香港露宿救濟會油麻地露宿者之家（上海街345號A）
- 窩打老道8號（上海街、窩打老道交界）
- 香港康得思酒店（上海街555號，前稱朗豪酒店）
- 旺角綜合大樓（上海街557號）
- 旺角道遊樂場（上海街、旺角道交界西北端）

### 戰前唐樓
- 上海街176及178號（建於1940年[3]）
- 上海街313及315號（建於1925年[4]）

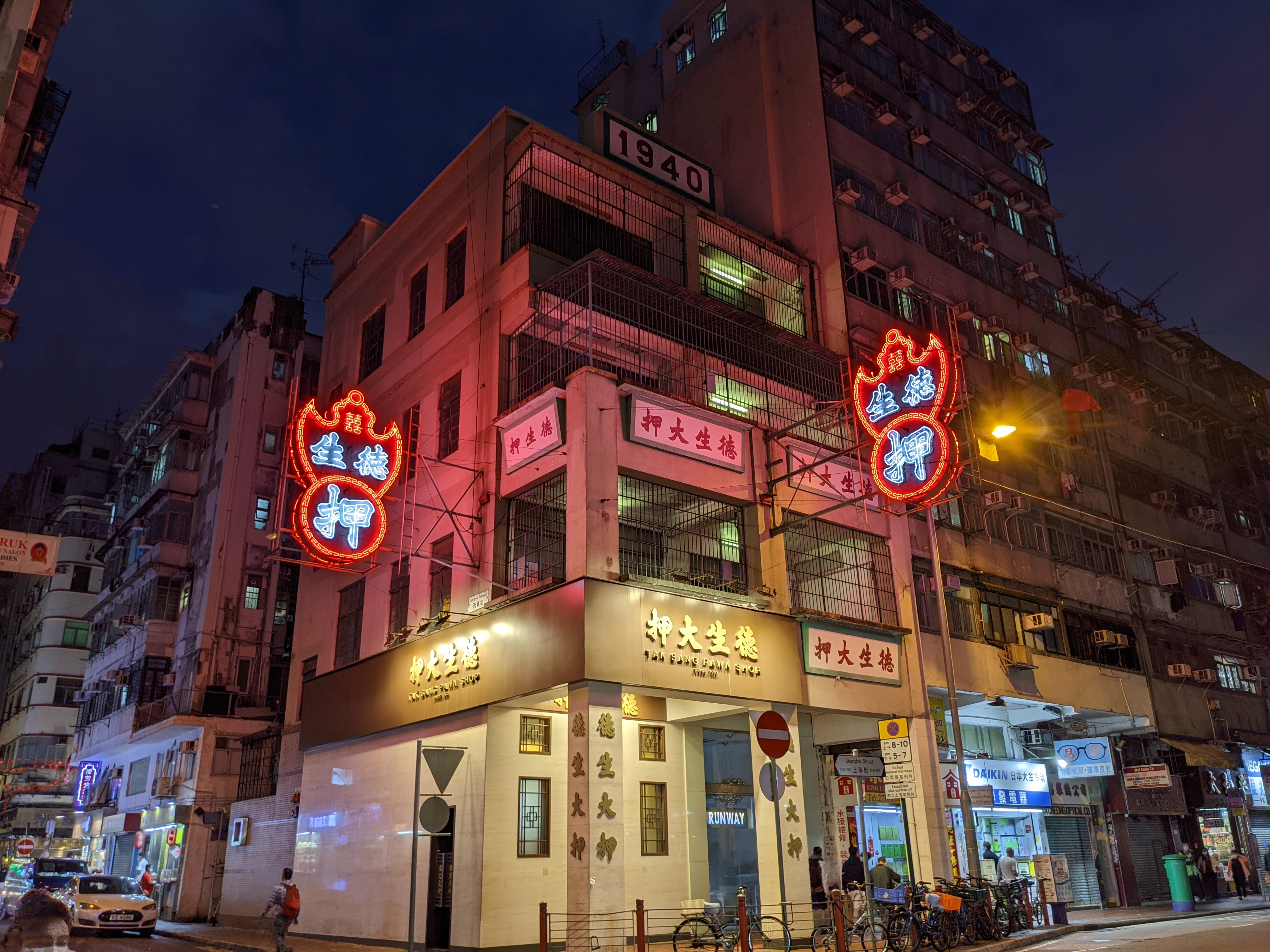
上海街176及178號德生大押

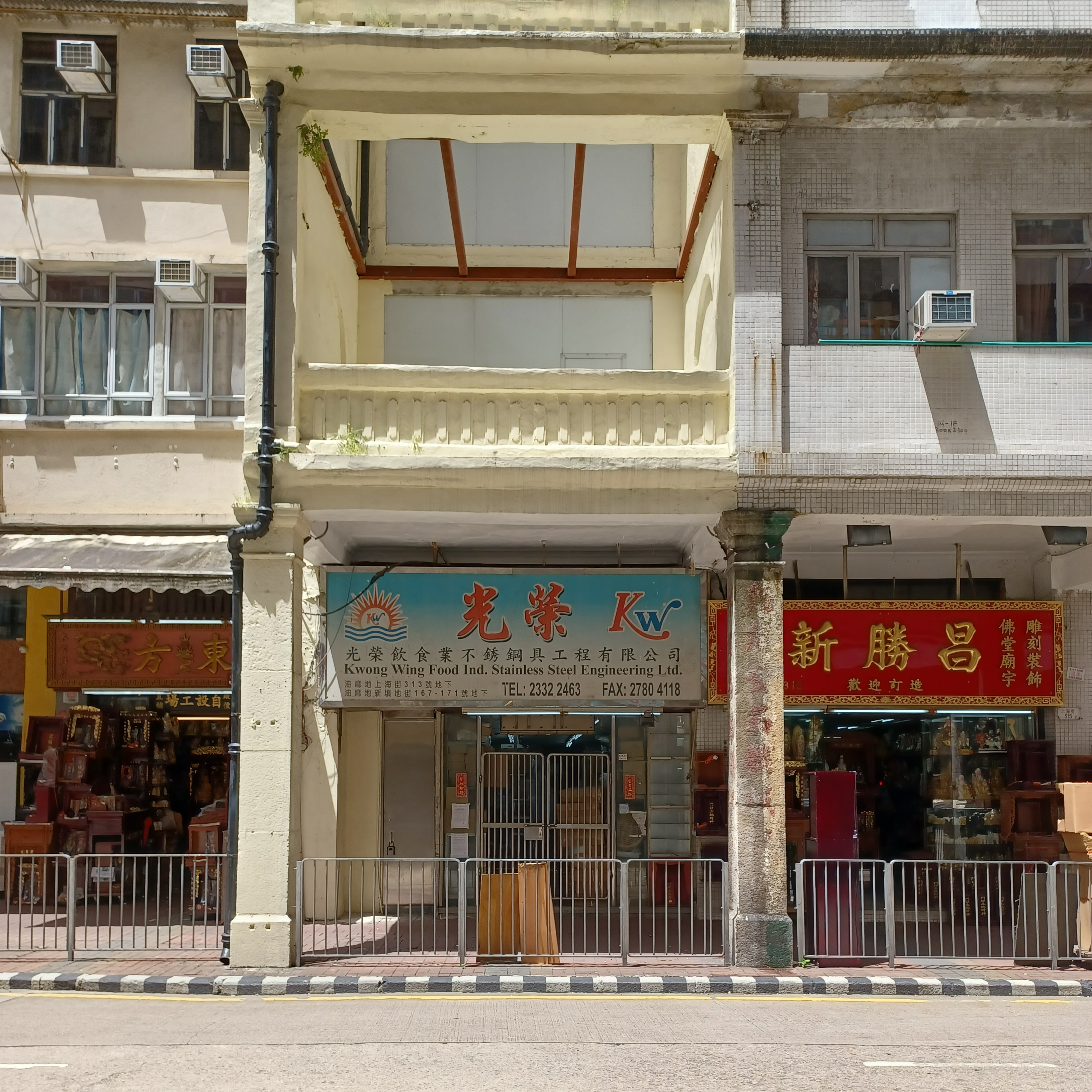
上海街313號

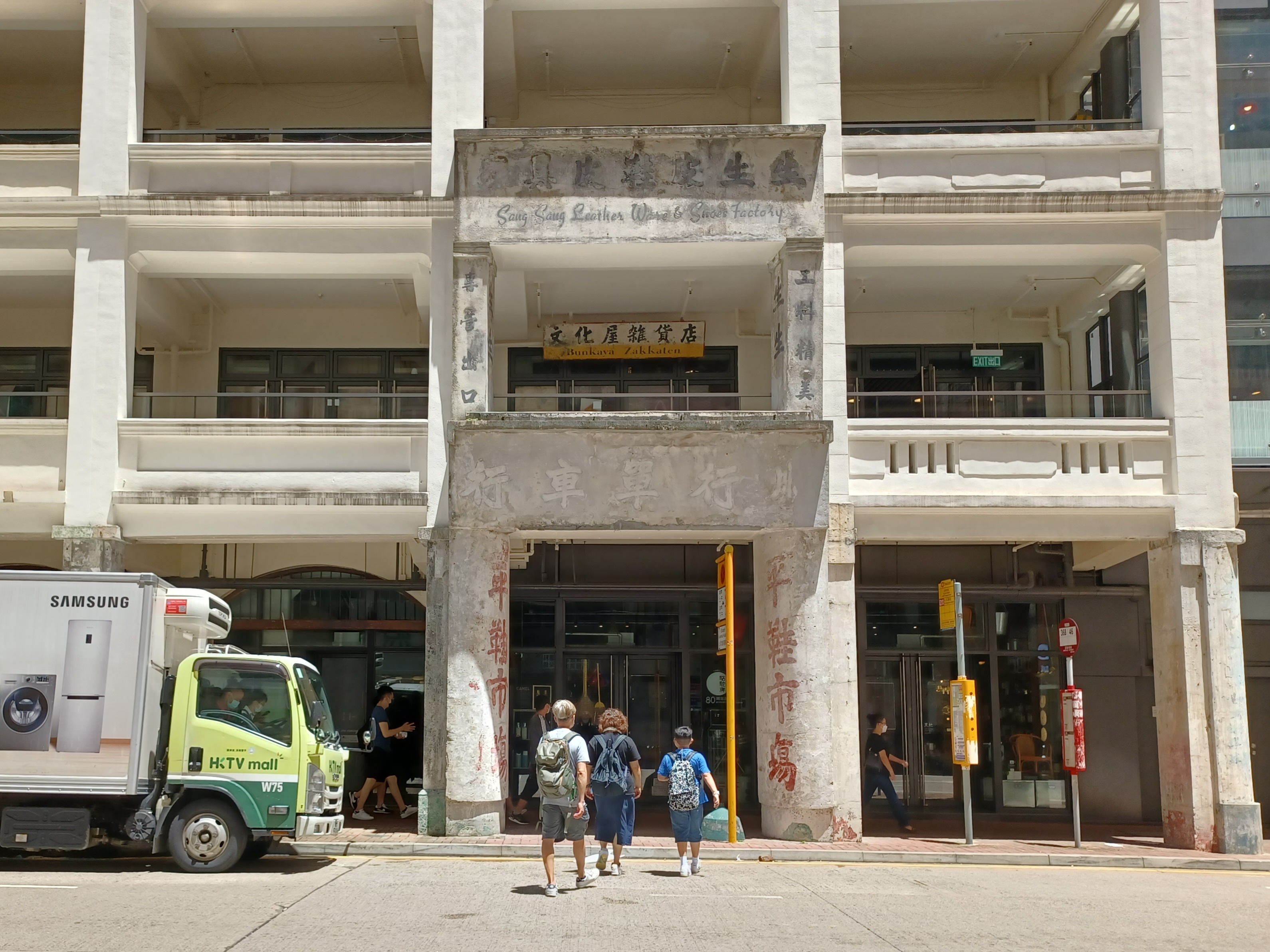
上海街620號

- 上海街600至626號（其中10幢建於1920年代[5]）

## 連接道路（北至南）
| - 荔枝角道 - 鴉蘭街 - 弼街 - 旺角道 - 快富街 - 亞皆老街 - 山東街 - 豉油街 - 長沙街 - 登打士街 - 咸美頓街 - 碧街 - 窩打老道 - 石龍街（全日行人專用區） | - 文明里 - 熙龍里 - 永星里 - 眾坊街 - 街市街 - 甘肅街 - 北海街 - 西貢街 - 寧波街 - 南京街 - 佐敦道 - 閩街 - 寶靈街 - 柯士甸道 |

## 圖片

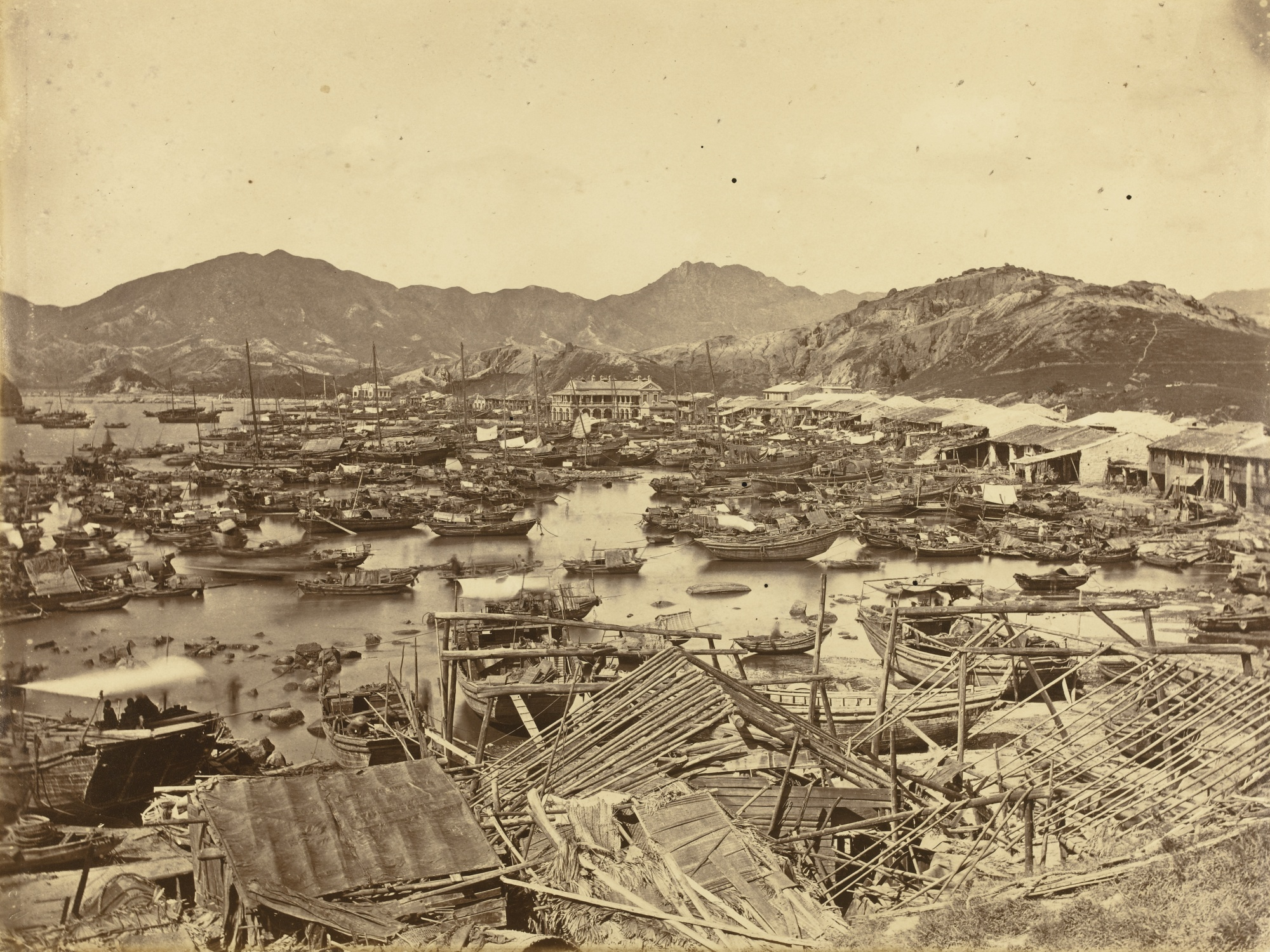
1874年甲戌風災後的油麻地， 右方岸邊為今日上海街
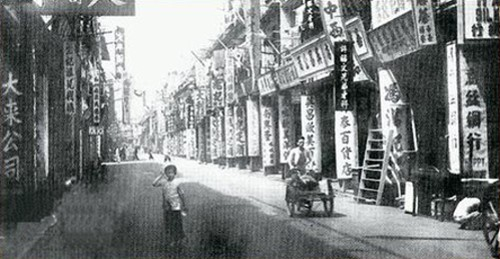
1930年代上海街下舖上居的唐樓
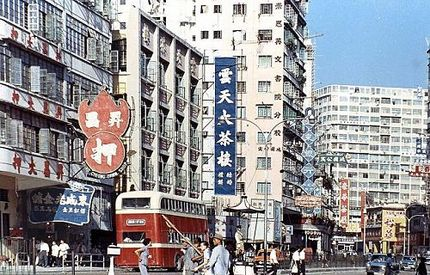
1960年代上海街
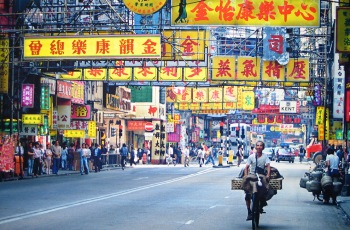
1990年代上海街佈滿廣告招牌

## 外部連結
维基共享资源上的相關多媒體資源：上海街